# Herbert Standing
Herbert Standing (Peckham, 13 novembre 1846 – Los Angeles, 5 dicembre 1923) è stato un attore britannico del cinema muto.

## Biografia
Attore teatrale e cinematografico, è stato il patriarca degli Standing, una nota famiglia di attori. Molti dei suoi numerosi figli, infatti, abbracciarono la carriera teatrale o quella cinematografica. Lui stesso finì la carriera a Hollywood, apparendo in molte pellicole mute. Aveva iniziato a recitare a teatro nel 1867.
Tra i suoi figli, gli attori Guy Standing, Wyndham Standing, Percy Standing e Jack Standing. Era sposato con Emilie Brown.

## Filmografia
- Twickenham Ferry - cortometraggio (1913)
- A Romance of the Sea - cortometraggio (1914)
- The Geisha, regia di Raymond B. West - cortometraggio (1914)
- Breed o' the North, regia di Walter Edwards - cortometraggio (1914)
- From Out of the Dregs, regia di Scott Sidney - cortometraggio (1914)
- False Colors, regia di Phillips Smalley (1914)
- It's No Laughing Matter, regia di Lois Weber (1915)
- Hypocrites, regia di (non accreditata) Lois Weber (1915)
- Buckshot John, regia di Hobart Bosworth (1915)
- The Caprices of Kitty, regia di Phillips Smalley (1915)
- Sunshine Molly, regia di Phillips Smalley e Lois Weber - cortometraggio (1915)
- Captain Courtesy, regia di Phillips Smalley e Lois Weber (1915)
- Help Wanted, regia di Hobart Bosworth (1915)
- Betty in Search of a Thrill, regia di Phillips Smalley e Lois Weber (1915)
- The Wild Olive, regia di Oscar Apfel (1915)
- The Rug Maker's Daughter, regia di Oscar Apfel (1915)
- Kilmeny, regia di Oscar Apfel (1915)
- The Majesty of the Law, regia di Julia Crawford Ivers (1915)
- Peer Gynt, regia di Oscar Apfel, Raoul Walsh (1915)
- The Yankee Girl, regia di J.J. Clark (1915)
- The Gentleman from Indiana, regia di Frank Lloyd (1915)
- Jane, regia di Frank Lloyd (1915)
- The Tongues of Men, regia di Frank Lloyd (1916)
- The Call of the Cumberlands, regia di Frank Lloyd (1916)
- Madame la Presidente, regia di Frank Lloyd (1916)
- Ben Blair, regia di William Desmond Taylor (1916)
- The Code of Marcia Gray, regia di Frank Lloyd (1916)
- The Heart of Paula, regia di Julia Crawford Ivers e William Desmond Taylor (1916)
- David Garrick, regia di Frank Lloyd (1916)
- Davy Crockett, regia di William Desmond Taylor (1916)
- An International Marriage, regia di Frank Lloyd (1916)
- The Stronger Love, regia di Frank Lloyd (1916)
- The House of Lies, regia di William Desmond Taylor (1916)
- The Intrigue, regia di Frank Lloyd (1916)
- Her Father's Son, regia di William Desmond Taylor (1916)
- The Right Direction, regia di E. Mason Hopper (1916)
- Redeeming Love, regia di William Desmond Taylor (1916)
- The Spirit of Romance, regia di E. Mason Hopper (1917)
- The Hidden Spring, regia di E. Mason Hopper (1917)
- Down to Earth, regia di John Emerson (1917)
- Il fanciullo del West (The Man from Painted Post), regia di Joseph Henabery (1917)
- The Little Patriot, regia di William Bertram (1917)
- Stella Maris, regia di Marshall Neilan (1918)
- Daddy's Girl, regia di William Bertram (1918)
- Amarilly of Clothes-Line Alley, regia di Marshall Neilan (1918)
- The White Man's Law, regia di James Young (1918)
- How Could You, Jean?, regia di William Desmond Taylor (1918)
- In Judgment of..., regia di George D. Baker, Will S. Davis (1918)
- Sette giorni di gioia (He Comes Up Smiling), regia di Allan Dwan (1918)
- A Romance of the Air, regia di Franklin B. Coates, Harry Revier (1918)
- Wild Honey, regia di Francis J. Grandon (1918)
- The Squaw Man, regia di Cecil B. DeMille (1918)
- Jane Goes A' Wooing, regia di George Melford (1919)
- You Never Saw Such a Girl, regia di Robert G. Vignola (1919)
- The Home Town Girl, regia di Robert G. Vignola (1919)
- Beware!, regia di William Nigh (1918)
- A Rogue's Romance, regia di James Young (1919)
- My Little Sister, regia di Kenean Buel (1919)
- A Sporting Chance, regia di George Melford (1919)
- Through the Wrong Door, regia di Clarence G. Badger (1919)
- Lord and Lady Algy, regia di Harry Beaumont (1919)
- Strictly Confidential, regia di Clarence G. Badger (1919)
- Almost a Husband, regia di Clarence G. Badger (1919)
- A Misfit Earl, regia di Ira M. Lowry (1919)
- The Cup of Fury, regia di T. Hayes Hunter (1920)
- Judy of Rogue's Harbor, regia di William Desmond Taylor (1920)
- Don't Ever Marry, regia di Victor Heerman e Marshall Neilan (1920)
- Simple Souls, regia di Robert Thornby (1920)
- Heritage, regia di William L. Roubert (1920)
- The Blue Moon, regia di George L. Cox (1920)
- Man and Woman, regia di Charles Logue e B.A. Rolfe (1920)
- She Couldn't Help It, regia di Maurice Campbell (1920)
- Her First Elopement, regia di Sam Wood (1920)
- One Wild Week, regia di Maurice Campbell (1921)
- The Man Worthwhile, regia di Romaine Fielding (1921)
- The Infamous Miss Revell, regia di Dallas M. Fitzgerald (1921)
- Primavera nordica (The Trap), regia di Robert Thornby (1922)
- The Crossroads of New York, regia di F. Richard Jones (1922)
- The Fast Freight, regia di James Cruze (1922)
- While Satan Sleeps, regia di Joseph Henabery (1922)
- The Impossible Mrs. Bellew, regia di Sam Wood (1922)
- Jazzmania, regia di Robert Z. Leonard (1923)
- Sawdust, regia di Jack Conway (1923)
- Rainbow Riley, regia di Charles Hines (1926)
- The Brown Derby, regia di Charles Hines (1926)